# Graceland Cemetery
Il Graceland Cemetery è un grande cimitero rurale situato nella zona nord di Uptown, a Chicago, Stati Uniti. Fondato nel 1860, il suo ingresso principale si trova all'incrocio tra Clark Street e Irving Park Road. Tra i 49 ettari del cimitero si trovano i luoghi di sepoltura di diversi noti cittadini di Chicago.
Graceland include un lago naturalistico, circondato da sentieri tortuosi, e le sue risorse naturali lo hanno portato a diventare un arboreto certificato con più di 2 000 alberi. L'ampia varietà di monumenti funerari del cimitero include alcuni progettati da famosi architetti, diversi dei quali sono anche sepolti nel cimitero.

## Sepolture famose
- Daniel Burnham, architetto[3]

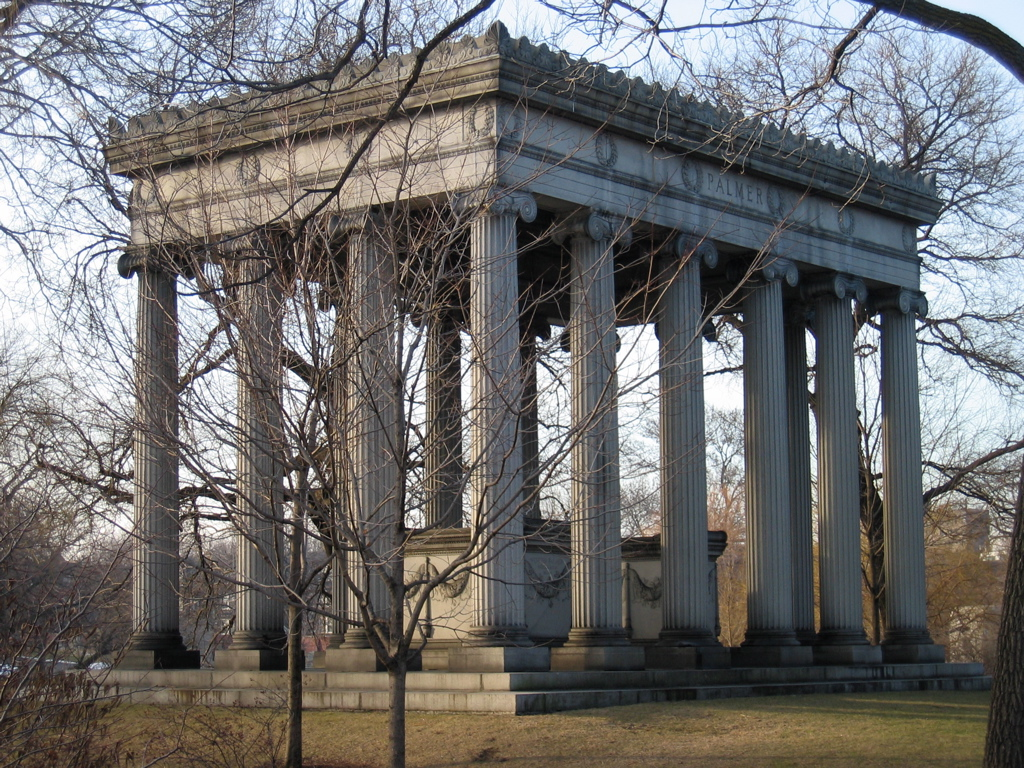
Mausoleo di Potter Palmer e Bertha Honoré Palmer

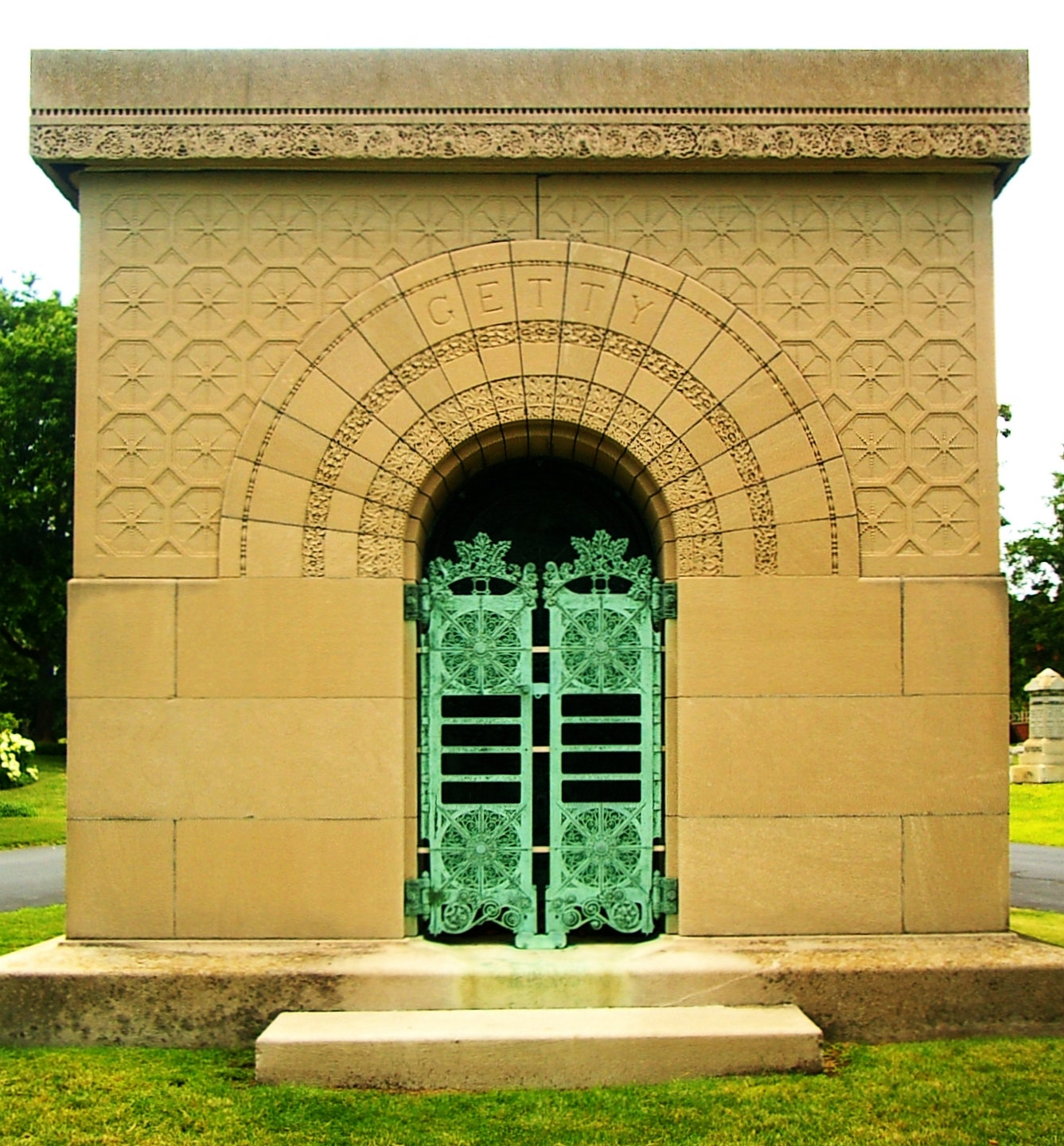
Tomba di Carrie Eliza Getty progettata da Louis Sullivan, anch'egli sepolto nel cimitero.

- Bob Fitzsimmons, pugile britannico
- Bruce Goff, archietto[3]
- Walter Burley Griffin, architetto[3]
- John Augur Holabird, architetto[3]
- William Le Baron Jenney, architetto[3]
- Ludwig Mies van der Rohe, architetto[3]
- László Moholy-Nagy, fotografo e pittore ungherese naturalizzato statunitense
- Potter Palmer, businessman[4]
- Dwight Heald Perkins, architetto e urbanista[3]
- John Wellborn Root, architetto[3]
- Howard Van Doren Shaw, architetto[3]
- Louis Sullivan, architetto[3]